# 坎波斯林杜斯
坎波斯林杜斯是巴西托坎廷斯州的一个市镇。总面积3240.156平方公里，总人口7615人，人口密度2.4人/平方公里。